# Clase Balao
La clase Balao fue un diseño de submarino oceánico de la Armada de los Estados Unidos usado durante la Segunda Guerra Mundial. Una mejora evolutiva sobre el antiguo submarino clase Gato, el casco tenía ligeras diferencias. La mejora más significativa fue el uso de acero más grueso y de mayor límite elástico en los revestimientos y marcos del casco presurizado, que aumentaron la profundidad de prueba a 400 pies (120 m). El Tang realmente alcanzó una profundidad de 612 pies (187 m) durante una inmersión de prueba, y excedió esa profundidad de prueba al entrar agua en la sala de torpedos delantera mientras esquivaba a un destructor.
Se ordenaron 132 submarinos de esta clase (diez fueron cancelados sobre el final de la Segunda Guerra Mundial). Varios submarinos de esta serie acabaron prestando servicio en marinas de otros países.

## Diseño

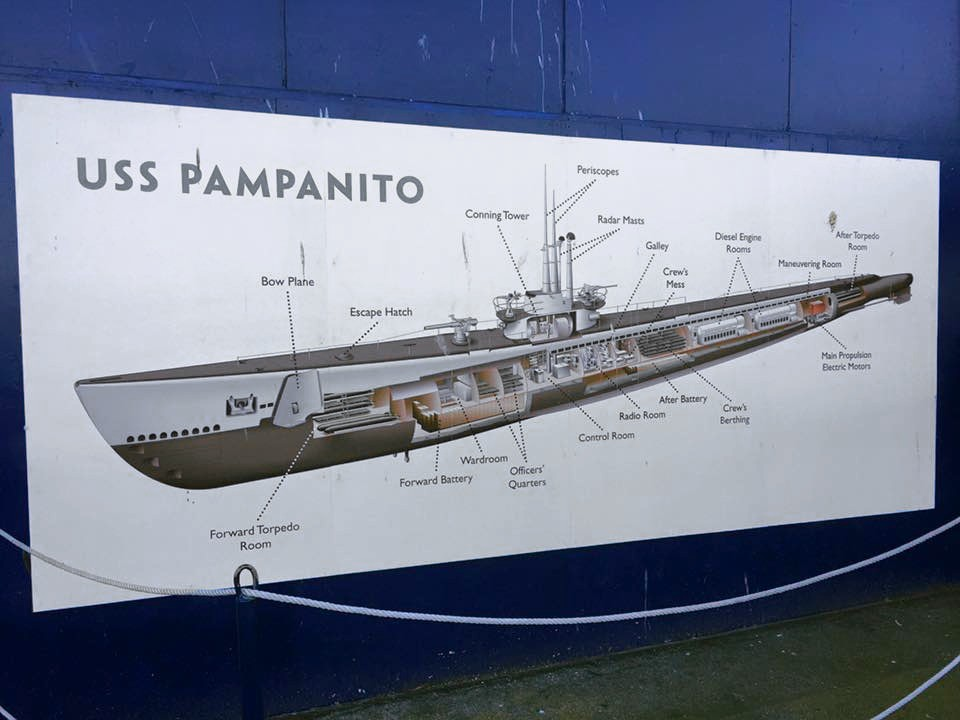
Esquema del USS Pampanito (SS-383)

Los Balao eran similares a los Gato, excepto que se modificaron para aumentar la profundidad de prueba de 300 pies (90 m) a 400 pies (120 m). A finales de 1941, dos de los principales diseñadores de submarinos de la Marina, el capitán Andrew McKee y el comandante Armand Morgan, se reunieron para explorar el aumento de la profundidad del inmersión en un Gato rediseñado. Un cambio a un nuevo de la aleación de acero de alta resistencia (HTS), combinado con un aumento del grosor del casco a partir de 9/16 pulgadas (14,3 mm) a 7/8 pulgadas (22,2 mm), daría como resultado una profundidad de prueba de 450 pies (140 m) y una profundidad de colapso de 900 pies (270 m). Sin embargo, la capacidad limitada de la bomba de compensación a grandes profundidades y la falta de tiempo para diseñar una nueva bomba hicieron que el Contralmirante E.L. Cochrane, Jefe del Bureau of Ships, limitara la profundidad de prueba a 120 m (400 pies). Afortunadamente, en 1944 una bomba centrífuga Gould rediseñada reemplazó a la ruidosa bomba de principios de la guerra y se incrementó la profundidad de buceo efectiva.
Los Balao incorporaron los esfuerzos de reducción de la vela, la torre de mando y las cizallas de periscopio que se estaban adaptando a los Gato y las clases anteriores en el diseño original, refinando las reducciones y reduciendo la vela al tamaño práctico más pequeño. Cuando comenzaron a botar los submarinos, las lecciones aprendidas de los informes de patrulla se volcaban en el diseño y el puente y la vela demostraron estar distribuidos de manera eficiente, bien equipados y apreciados por las tripulaciones.
Para los mástiles y las cizallas de periscopio, la disposición original para los diseños de Gobierno y Electric Boat tenía (de adelante hacia atrás) las dos cizallas de soporte de periscopio en forma de cono ahusado, seguidas de un mástil delgado para el radar de búsqueda de superficie SJ, y luego de un delgado mástil para el radar de búsqueda aérea SD. Hubo pequeñas diferencias en la forma en que los periscopios se refuerzan contra la vibración, pero ambos diseños eran casi idénticos. Aproximadamente a la mitad de su ciclo de producción, Electric Boat modificó su diseño, moviendo el mástil del radar SJ hacia adelante de los periscopios, luego lo alteró nuevamente unos barcos más tarde al agrandar el mástil del radar SD. Al final de la guerra, muchos Balaos construido con el diseño original tenía el radar de búsqueda aérea SD movido ligeramente hacia atrás sobre un mástil más grueso y más alto. Estas modificaciones del mástil, junto con la tremenda variación en el diseño de los cañones a medida que avanzaba la guerra, explican las numerosas diferencias de detalles exteriores entre los barcos, hasta el punto de que en un momento dado no había dos Balao exactamente iguales.

### Propulsión
La propulsión de los submarinos de la clase Balao era generalmente similar a la de la clase Gato anterior. Como sus predecesores, eran verdaderos submarinos diésel-eléctricos: sus cuatro motores diésel accionaban generadores eléctricos y los motores eléctricos accionaban los ejes. No existía conexión directa entre los motores principales y los ejes.
Los submarinos de la clase Balao recibieron motores principales de uno de los dos fabricantes. Fairbanks-Morse suministra motores de pistones opuestos Modelo 38D8⅛ y General Motors a través de 'Cleveland Diesel Engine Division' suministra motores V16 Modelos 16-248 y 16-278A. Los barcos Fairbanks-Morse anteriores recibieron una versión de 9 cilindros del Modelo 38D8⅛, mientras que los barcos desde el USS Sand Lance en adelante recibieron motores de 10 cilindros. Los primeros barcos de GM recibieron motores Modelo 16-248, pero se utilizaron motores Modelo 16-278A en el USS Perch. En cada caso, los motores más nuevos tenían una mayor cilindrada que los viejos, pero tenían la misma potencia; operaron a una presión efectiva media más baja para una mayor fiabilidad. Tanto el motor FM como el GM eran del tipo de ciclo de dos tiempos.
Dos submarinos, Unicorn y Vendace, iban a recibir motores diésel Hooven-Owens-Rentschler (HOR), que resultaron poco fiables en clases anteriores, pero ambos barcos fueron cancelados.
Dos fabricantes suministraron motores eléctricos para la clase Balao. Los motores de Elliott Company se instalaron principalmente en barcos con motores Fairbanks-Morse. Los motores de General Electric se instalaron principalmente en barcos con motores de General Motors, pero algunos barcos de Fairbanks-Morse recibieron motores de GE. Los motores Allis-Chalmers iban a usarse en SS-530 a SS-536, pero esos siete barcos fueron cancelados antes incluso de recibir nombres.
Los primeros submarinos llevaban cuatro motores eléctricos de alta velocidad (dos por eje), que debían estar equipados con engranajes reductores para reducir sus salidas a una velocidad adecuada para los ejes. Este engranaje de reducción era muy ruidoso y hacía que el submarino fuera fácil de detectar con hidrófonos. Dieciocho submarinos tardíos de la clase Balao recibieron motores de doble inducido de baja velocidad que accionaban los ejes directamente y eran mucho más silenciosos, pero esta mejora no se instaló universalmente hasta la siguiente clase Tench. Los nuevos motores eléctricos de accionamiento directo fueron diseñados por la división eléctrica de la Oficina de Barcos bajo el mando del Capitán Hyman G. Rickover, y fueron equipados por primera vez en USS Sea Owl. En todos los barcos construidos en Estados Unidos durante la Segunda Guerra Mundial, como los motores diésel no estaban conectados directamente a los ejes, los motores eléctricos accionaban los ejes todo el tiempo.

### Artillería de cubierta

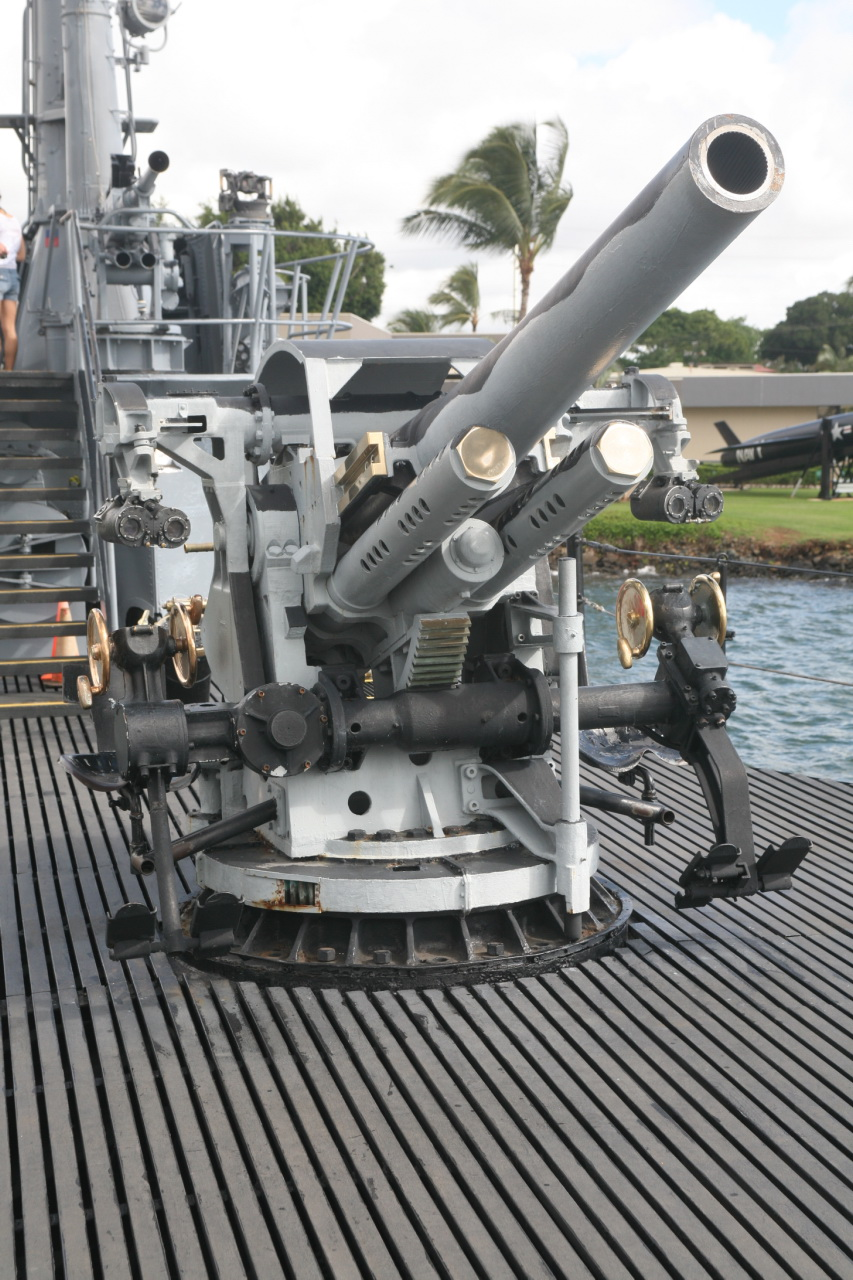
Cañón de calibre 5"/25 en el

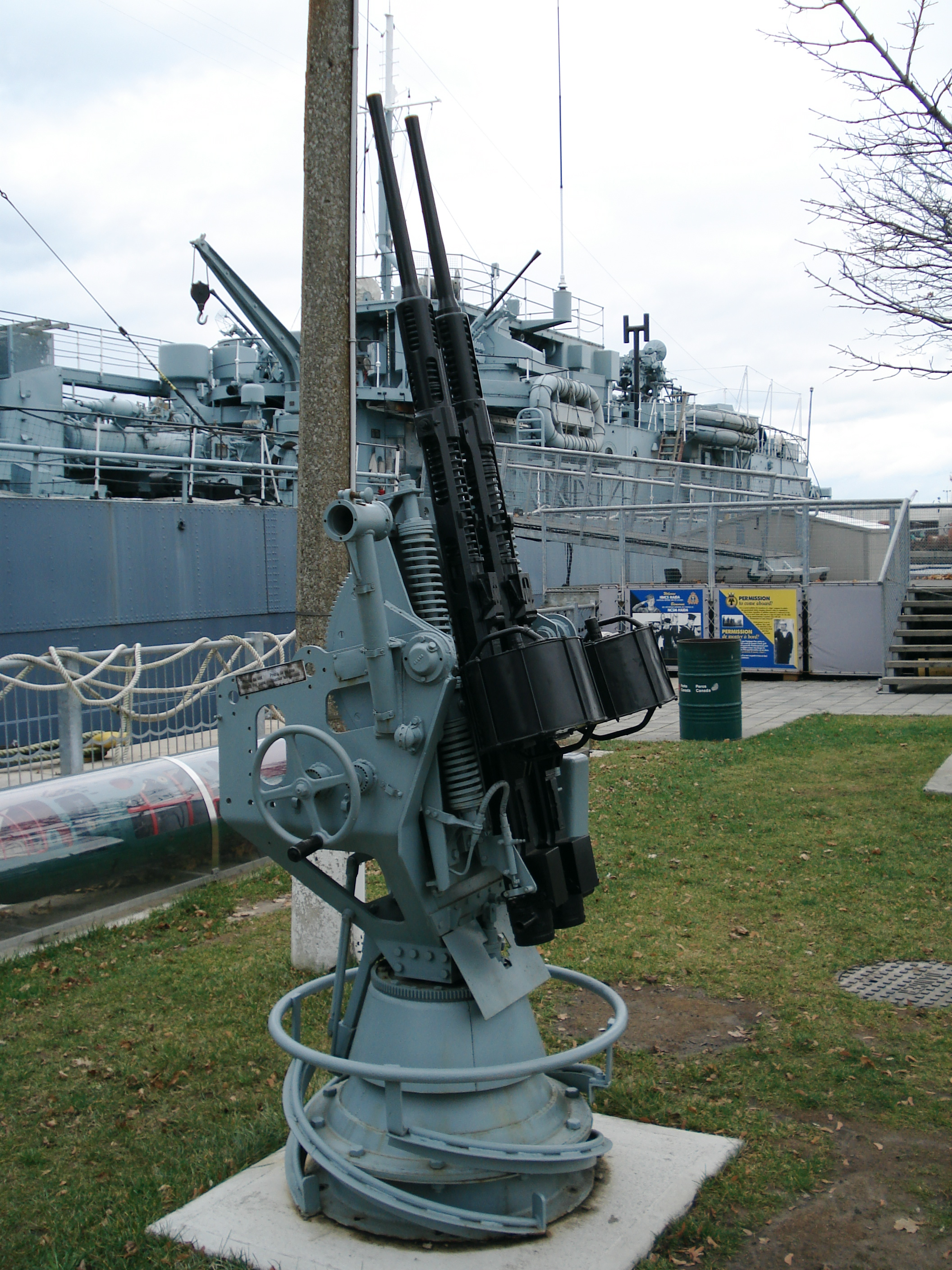
Montaje gemelo Oerlikon 20 mm expuesto cerca del HMCS Haida

Muchos objetivos en la Guerra del Pacífico eran sampánes que no valían un torpedo, por lo que el cañón de cubierta era un arma importante. Los primeros Balao comenzaron su servicio con un cañón Mk 9 de calibre 4 pulgadas (102 mm) / 50. Debido a la experiencia en la guerra, la mayoría se volvió a armar con un caños Mk 17 de calibre 5 pulgadas (127 mm) / 25, similar a las monturas de los acorazados y cruceros, pero construida como una montura "húmeda" con materiales resistentes a la corrosión, y sin funciones de apuntado y carga accionadas por motor. Esta conversión comenzó a fines de 1943, y algunos barcos tenían dos de estas armas a partir de fines de 1944. El Spadefish, encargado en marzo de 1944, fue el primer submarino de nueva construcción con la montura submarina de 5 pulgadas / 25 especialmente diseñada. Los cañones antiaéreos adicionales incluían monturas individuales Bofors de 40 mm y dos monturas Oerlikon de 20 mm, generalmente una de cada una.

## Integrantes de la clase Balao

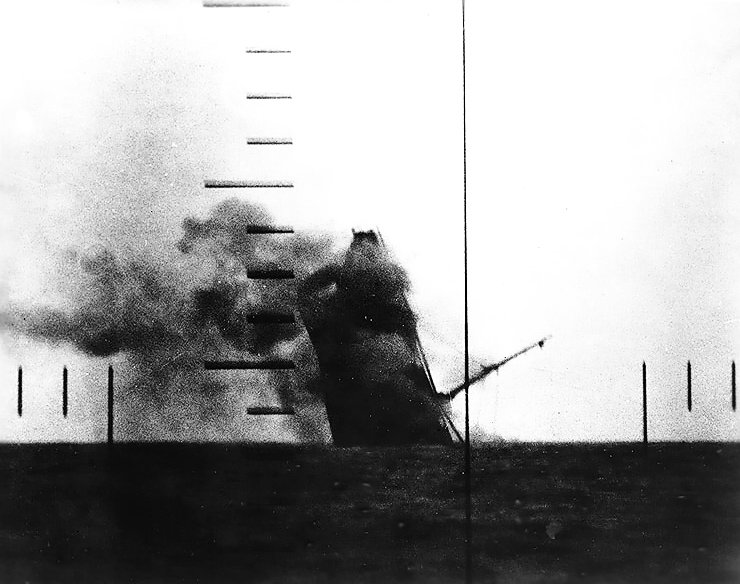
Fotografía de periscopio del USS Wahoo (SS-238) del hundimiento de un barco mercante japonés.

Esta fue la clase de submarinos estadounidenses más numerosa; 120 de estos barcos se encargaron desde febrero de 1943 hasta septiembre de 1948, y 12 se encargaron en la posguerra. Nueve de los 52 submarinos estadounidenses perdidos en la Segunda Guerra Mundial eran de esta clase, junto con cinco perdidos en la posguerra, incluido uno en servicio turco en 1953, uno en servicio argentino en la Guerra de las Malvinas de 1982 y uno en servicio peruano en 1988. Además, el Lancetfish se inundó y se hundió mientras se acondicionaba en el Astillero Naval de Boston el 15 de marzo de 1945. Fue recuperado pero no reparado, e incluido en la flota de reserva de posguerra hasta que fue dedo de baja en 1958. Algunos de la clase sirvieron activamente en la Marina de los EE. UU. hasta mediados de la década de 1970, y uno (Hai Pao, ex-Tusk) todavía está activo en la Armada de la República de China de Taiwán.
SS-361 a SS-364 se ordenaron inicialmente como clase Balao, y se les asignaron números de casco que se encuentran en el medio del rango de números para la clase Balao (SS-285 a SS-416 y 425–426). Por lo tanto, en algunas referencias se enumeran con esa clase. Sin embargo, fueron completados por Manitowoc como Gato, debido a un retraso inevitable en el desarrollo de los planos de la clase Balao de Electric Boat. Manitowoc era un centro de seguimiento de Electric Boat y dependía de ellos para los diseños y planos. Además, el USS Trumpetfish (SS-425) y USS Tusk (SS-426) se enumeran con la clase Tench en algunas referencias, ya que sus números de casco caen en el rango de esa clase.

## GUPPY y otras conversiones
Una vez terminada la Segunda Guerra Mundial, la fuerza submarina estadounidense se encontró en una posición incómoda. Los 111 submarinos de la clase Balao, diseñados para luchar contra un enemigo que ya no existía, estaban obsoletos a pesar de que solo tenían entre uno y tres años. El submarino alemán Tipo XXI, con una gran capacidad de batería, hidrodinámico para maximizar la velocidad bajo el agua y snorkel, era el submarino del futuro inmediato. El programa de conversión Greater Underwater Propulsion Power Program (GUPPY) se desarrolló para dar a los submarinos de las clases Balao y Tench de capacidades similares al Tipo XXI. Cuando se hizo evidente el costo de actualizar numerosos submarinos al estándar GUPPY, se desarrolló la austera conversión de "Fleet Snorkel" para agregar snorkels y racionalización parcial a algunos barcos. Un total de 36 submarinos de la clase Balao se convirtieron a una de las configuraciones GUPPY, con 19 barcos adicionales que recibieron modificaciones de Fleet Snorkel. Dos de los barcos GUPPY y seis de los barcos Fleet Snorkel se convirtieron inmediatamente antes de ser transferidos a una marina extranjera. La mayoría de los 47 submarinos convertidos restantes estaban activos a principios de la década de 1970, cuando muchos fueron transferidos a armadas extranjeras para un mayor servicio y otros fueron desmantelados y eliminados.
Aunque hubo alguna variación en los programas de conversión de GUPPY, generalmente las dos baterías Sargo originales fueron reemplazadas por cuatro baterías Guppy más compactas (solo GUPPY I y II) o Sargo II a través de una reutilización significativa del espacio debajo de la cubierta, generalmente incluyendo la retirada de los motores diésel auxiliares. Todos estos diseños de baterías eran del tipo plomo-ácido. Esto aumentó el número total de celdas de batería de 252 a 504; La desventaja era que las baterías compactas tenían que cambiarse cada 18 meses en lugar de cada 5 años. La batería Sargo II se desarrolló como una alternativa de menor costo a la costosa batería Guppy. Todos los GUPPY recibieron un snorkel, con una vela y una proa hidrodinámicos. Además, los motores eléctricos se actualizaron a la transmisión directa doble tipo inducido , junto con modernizados sistemas eléctricos y de aire acondicionado. Todas, excepto las austeras conversiones GUPPY IB para transferencia extranjera, recibieron actualizaciones de sonar, control de incendios y medidas de apoyo electrónico (ESM).
El programa Fleet Snorkel fue mucho más austero que las modernizaciones de GUPPY, pero se incluye aquí como ocurrió durante la era GUPPY. Los programas GUPPY y Fleet Snorkel se enumeran en orden cronológico: GUPPY I, GUPPY II, GUPPY IA, Fleet Snorkel, GUPPY IIA, GUPPY IB y GUPPY III.

### GUPPY I
Dos submarinos de la clase Tench se convirtieron como prototipos para el programa GUPPY en 1947. Su configuración carecía de snorkel y no se repitió, por lo que ningún Balao recibió esta conversión.

### GUPPY II

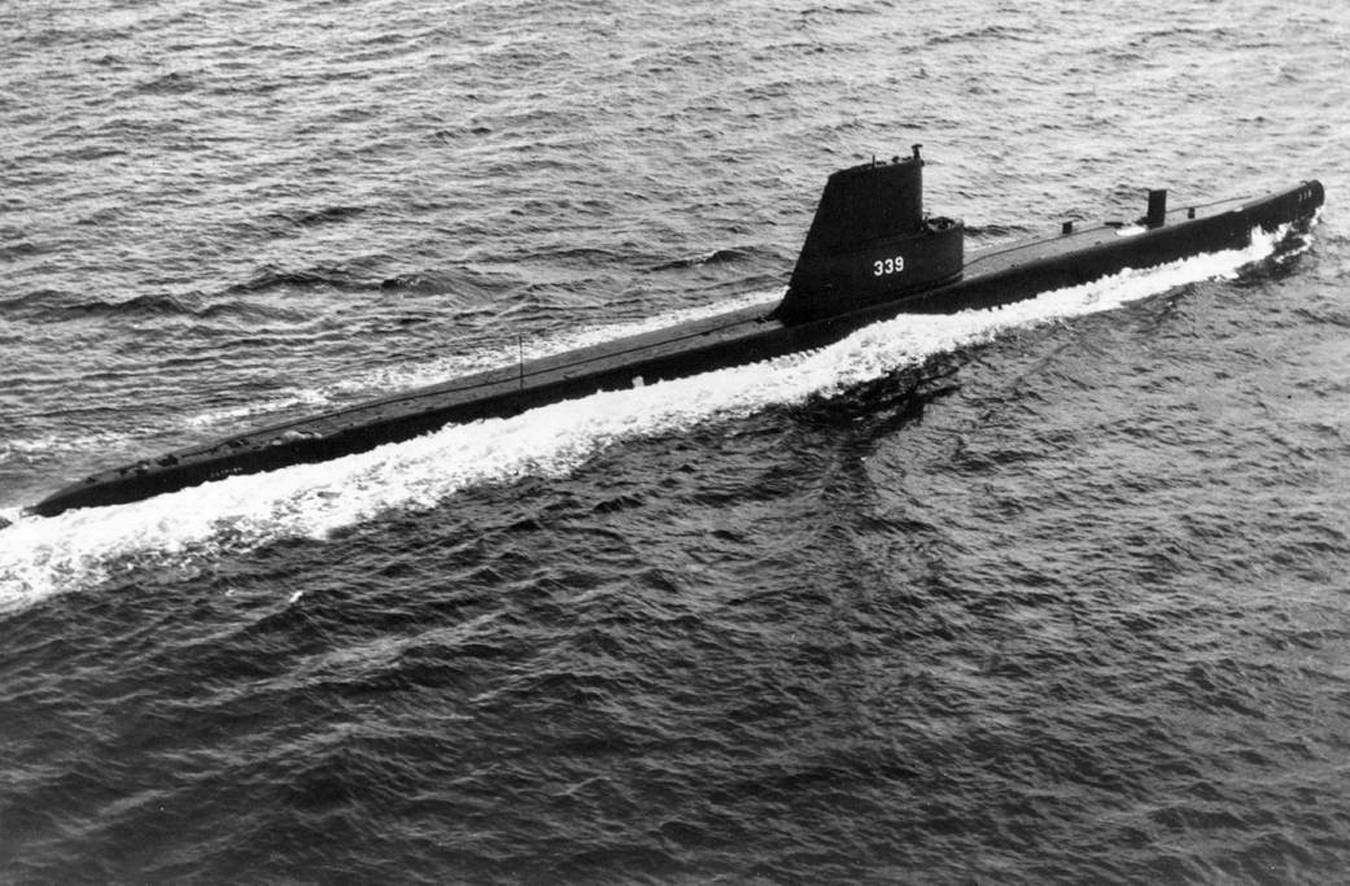
USS Catfish, posterior ARA Santa Fe en configuración GUPPY II.

Esta fue la primera conversión en serie de GUPPY, y la mayoría de las conversiones ocurrieron entre  1947 a 1949. Trece barcos de la clase Balao (Catfish,  Clamagore,  Cobbler, Cochino, Corporal, Cubera, Diodon, Dogfish, Greenfish, Halfbeak, Tiru, Trumpetfish  y Tusk) recibieron mejoras de GUPPY II. Esta fue la única conversión de serie con baterías Guppy.

### GUPPY IA

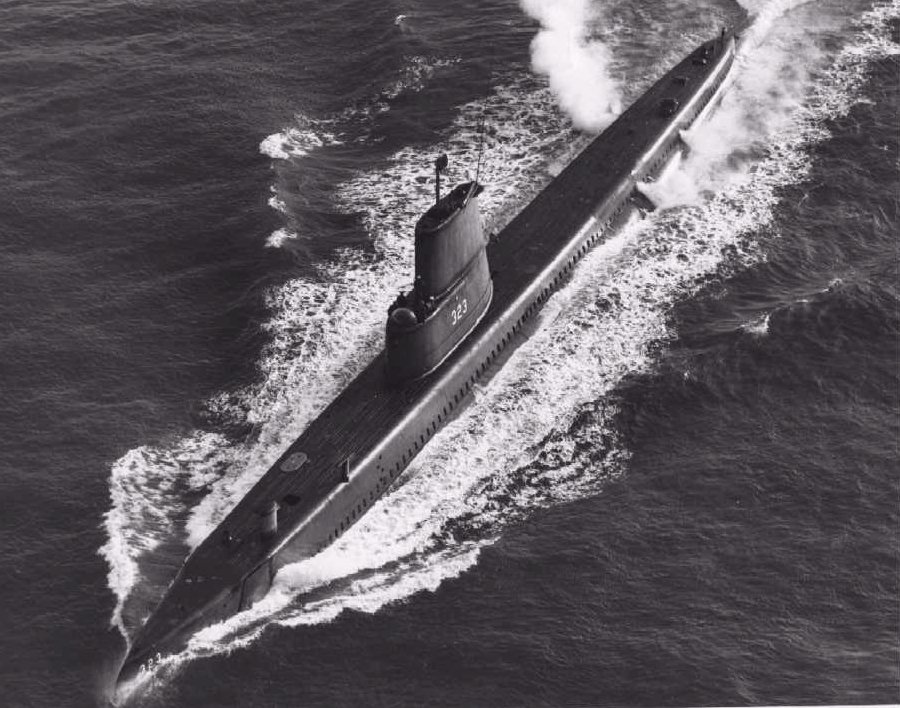
USS Caiman (SS-323) después de la conversión de GUPPY IA.

Se implementó como una alternativa más rentable a GUPPY II. Nueve barcos de la clase Balao (Atule, Becuna, Blackfin, Blenny, Caiman, Chivo, Chopper, Sea Poacher y Sea Robin) se convirtieron en 1951 y 1952. Se instaló la batería Sargo II menos costosa, junto con otras medidas de ahorro de costos.

### Fleet Snorkel

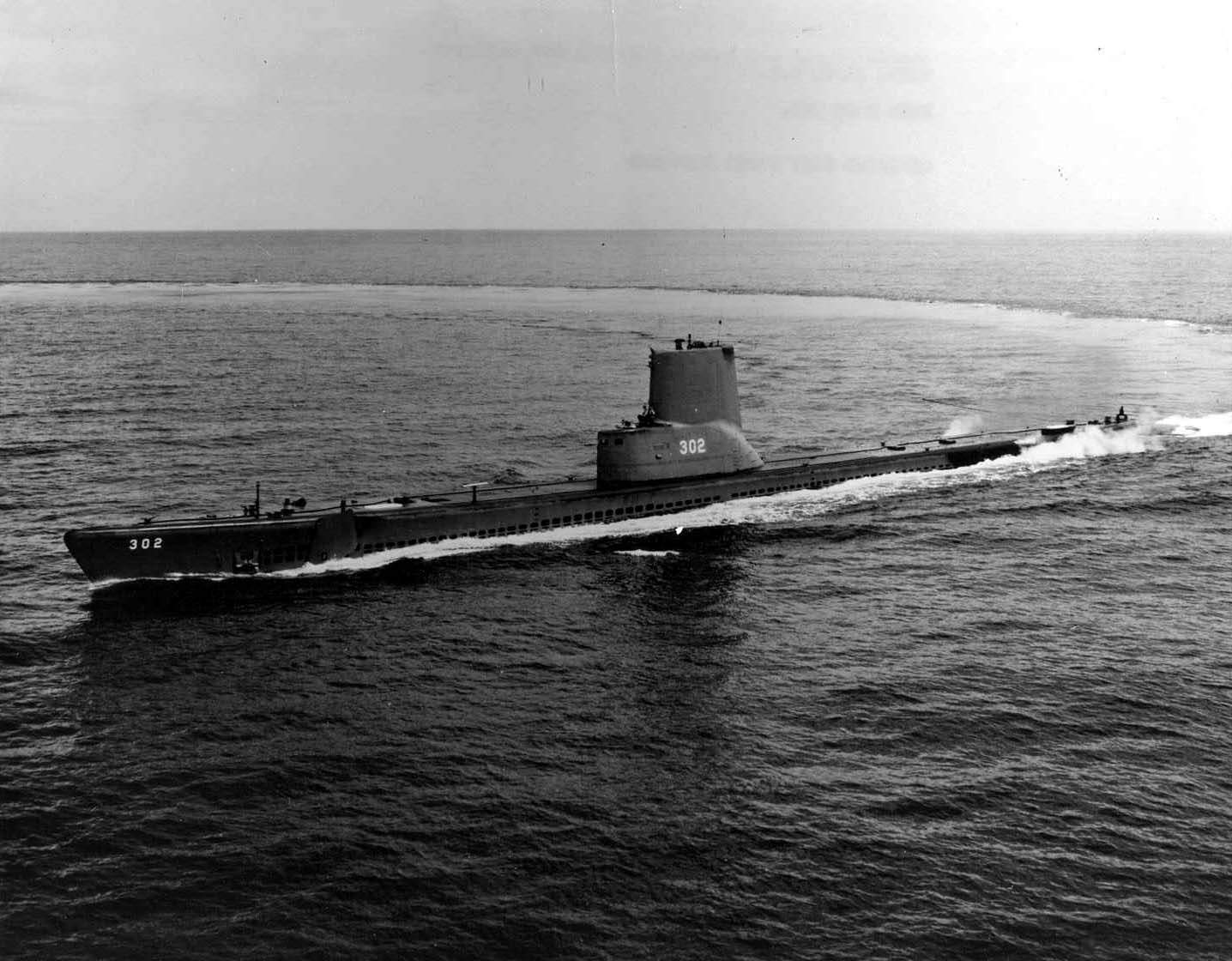
USS Sabalo (SS-302) después de una conversión de Fleet Snorkel

El programa Fleet Snorkel se desarrolló como una alternativa austera y rentable a las conversiones GUPPY completas, con una mejora significativamente menor en el rendimiento sumergido. Veintitrés Balao (Bergall, Besugo, Brill, Bugara, Carbonero, Carp, Charr, Chub, Cusk, Guitarro, Kraken, Lizardfish, Mapiro, Mero, Piper, Sabalo, Sablefish, Scabbardfish, Sea Cat, Sea Owl, Segundo, Sennet y Sterlet) recibieron esta actualización, seis inmediatamente antes de la transferencia al extranjero. La mayoría de las conversiones de Fleet Snorkel ocurrieron entre 1951 y 1952. A diferencia de las conversiones GUPPY, el par original de baterías Sargo no se actualizaron. Cada bote recibió una vela aerodinámica con esnórquel, junto con un sonar mejorado, aire acondicionado y ESM. La proa original se dejó en su lugar, excepto en tres barcos (Piper, Sea Owl y Sterlet) que recibieron equipo adicional de sonar de proa superior. Algunos barcos inicialmente retuvieron el cañón de cubierta de 5" / 25, pero este se eliminó a principios de la década de 1950.

### GUPPY IIA
En general, era similar a GUPPY IA, excepto que uno de los motores diésel de avanzada se eliminó para aliviar el hacinamiento de la maquinaria. Trece barcos de la clase Balao (Bang, Diodon, Entemedor, Hardhead, Jallao, Menhaden, Picuda, Pomfret, Razorback, Ronquil, Sea Fox, Stickleback y Threadfin) recibieron actualizaciones a GUPPY IIA entre 1952 a 1954. Uno de estos, el Diodon, se había actualizado previamente a GUPPY II.

### GUPPY IIB
Una actualización austera de dos submarinos Gato y dos Balao (Hawkbill y Icefish) antes de transferirlo a marinas extranjeras en 1953-1955. Carecían de las actualizaciones de sonar y electrónica de otras conversiones de GUPPY.

### GUPPY III

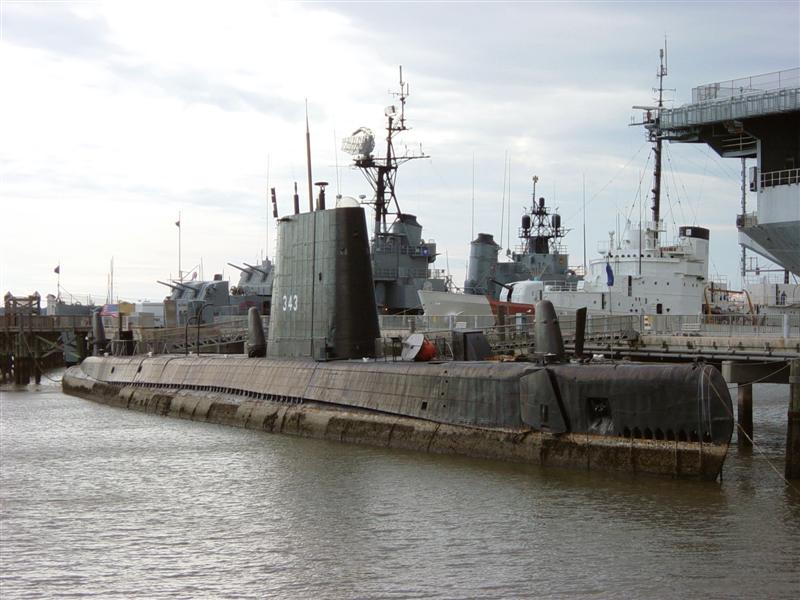
USS Clamagore (SS-343) después de la conversión de GUPPY III.

Nueve submarinos, seis de ellos Balao (Clamagore, Cobbler, Corporal, Greenfish, Tiru y Trumpetfish), se actualizaron de GUPPY II a GUPPY III en 1959-63 como parte del programa Fleet Rehabilitation and Modernization II (FRAM II). Todos, excepto la conversión del piloto, el Tiru, se alargaron 15 pies en la parte delantera de la sala de control para proporcionar un nuevo espacio de sonar, atraque, espacio para la electrónica y almacenes. Tiru se alargó sólo 12,5 pies, y se quitaron los dos motores diésel delanteros. Los otros GUPPY III conservaron los cuatro motores. Se incluyó una vela "norte" más alta, para permitir operaciones mejoradas en superficie en mares agitados; esto también se adaptó a algunos otros GUPPY. Se instaló el sistema de sonar BQG-4 Passive Underwater Fire Control Factibility Study (PUFFS), con sus tres cúpulas altas en la parte superior. Además, las mejoras en el control de disparo permitieron utilizar el torpedo nuclear Mark 45.

### Piquete de radar
La aparición de los kamikazes demostró la necesidad de un radar de largo alcance alrededor de la flota. Se pusieron en servicio destructores de piquetes de radar y escoltas de destructores, pero demostraron ser vulnerables en este papel, ya que también podrían ser atacados, dejando a la flota a ciegas. Sin embargo, un submarino podría sumergirse y escapar de un ataque aéreo. Cuatro submarinos, incluido el barco Threadfin de la clase Balao, crearon un prototipo del concepto al final de la Segunda Guerra Mundial, pero no se utilizaron en esta función.
Diez submarinos de la flota se convirtieron para este papel entre 1946 a 1953 y se renombraron SSR como submarinos de piquete de radar. El Burrfish fue el único Balao-clase SSR. Los experimentos en los dos primeros submarinos SSR en el Proyecto Migraña I mostraron que la colocación de los radares en la cubierta era inadecuada y que se necesitaba más espacio para la electrónica. Por lo tanto, al Burrfish se le dio la conversión de Migraine II (proyecto SCB 12), que colocó un Centro de Información de Combate (CIC) en el espacio anteriormente ocupado como la sala de baterías de popa. La sala de torpedos de popa fue desmantelada y convertida en atraque, y el barco perdió dos de sus tubos de torpedos delanteros para dejar espacio para atraque y dispositivos electrónicos adicionales. Los radares se levantaron de la cubierta y se colocaron en mástiles, lo que les dio un mayor alcance y, con suerte, una mayor fiabilidad.
Los SSR tuvieron un éxito moderado, ya que los radares resultaron problemáticos y poco fiables, y la velocidad de superficie de los submarinos fue insuficiente para proteger a un grupo de portaaviones que se movía rápidamente. Los radares se quitaron y los barcos volvieron a ser submarinos de propósito general después de 1959. El Burrfish fue dado de baja en 1956 y, con su equipo de radar retirado, transferido a Canadá como HMCS Grilse (SS-71) en 1961.

### Submarino de misiles crucero

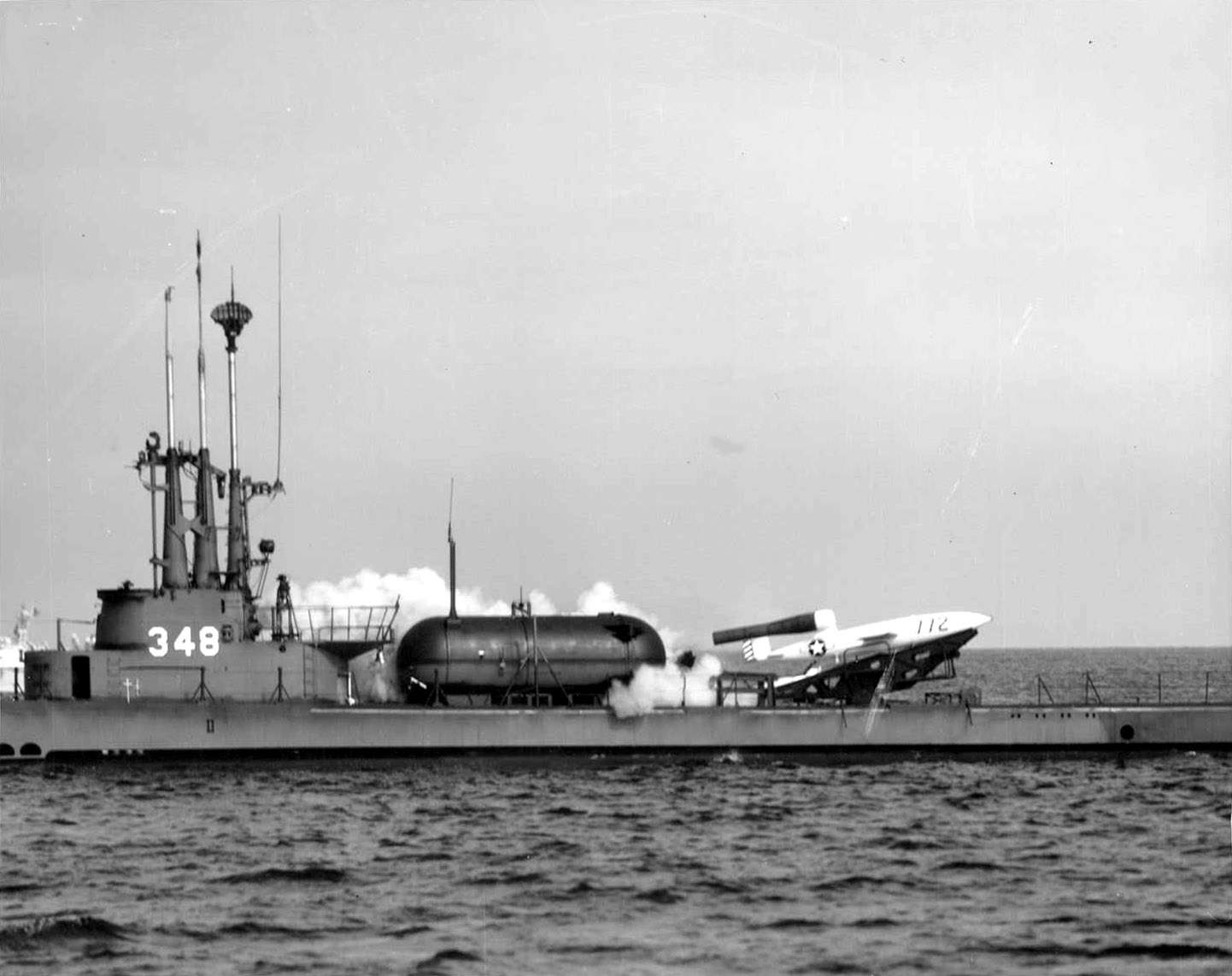
USS Cusk (SS-348) disparando un misil Loon

El programa de misiles crucero nucleares Regulus de la década de 1950 proporcionó a la Marina de los EE. UU. su primera capacidad de ataque estratégico. Fue precedido por experimentos con el misil JB-2 Loon, un derivado cercano de la bomba voladora alemana V-1, comenzando en el último año de la Segunda Guerra Mundial. Las pruebas submarinas del Loon se realizaron entre 1947 a 1953, con los submarinos Cusk y Carbonero convertidos en submarinos de misiles crucero como plataformas de prueba en 1947 y 1948 respectivamente. Inicialmente, el misil fue transportado en el riel de lanzamiento sin protección, por lo que el submarino no pudo sumergirse hasta después del lanzamiento. El Cusk finalmente fue equipado con un hangar hermético para un misil y redesignado como un SSG. Después de un breve período como submarino de carga, el Barbero se modificó en 1955 para llevar dos misiles Regulus lanzados desde la superficie y fue redesignado como SSG, uniéndose a la clase Gato Tunny en este rol. Hizo patrullas estratégicas de disuasión con Regulus hasta 1964, cuando el programa se suspendió a favor de Polaris. Varios barcos de la flota fueron equipados con equipo de guía Regulus 1953-64, incluidos Cusk y Carbonero después de las pruebas del Loon.

### Submarinos de transporte

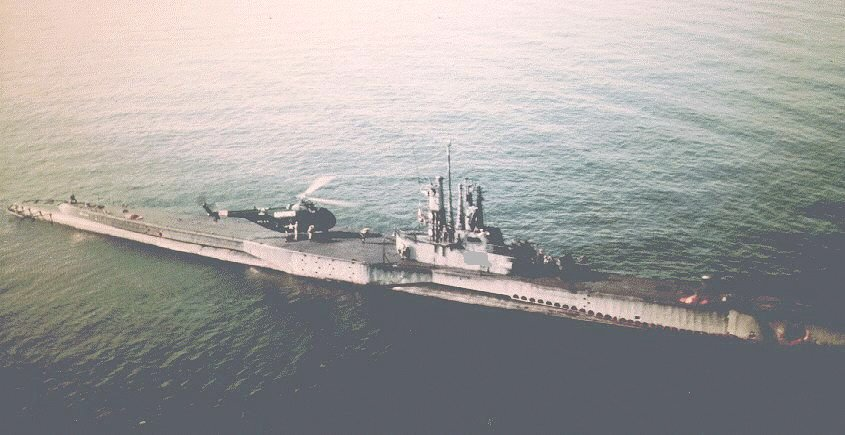
Un helicóptero Sikorsky HRS aterriza en el USS Sealion (SS-315), usado como submarino de transporte.

El Sealion y el Perch se convirtieron en submarinos de transporte anfibios en 1948 y se designaron nuevamente como SSP. Inicialmente, estaban equipados con un hangar hermético capaz de albergar un vehículo de desembarco (LVT), y conservaban un cañón de cubierta de calibre 5 pulgadas (127 mm) / 25 para bombardeo en tierra. Ambas salas de torpedos y una sala de máquinas fueron destruidas para proporcionar espacio para las Fuerzas de Operaciones Especiales (SOF) embarcadas y su equipo. Se instalaron esnórquel. Debido al personal adicional, para evitar el esnórquel excesivo se les equipó con un depurador de CO2 y almacenamiento de oxígeno adicional. 
Inicialmente, se consideró un escuadrón de 12 SSP, capaz de desembarcar un batallón de infantes de marina reforzado, pero solo dos Balao de clase (de un total de cuatro) se convirtieron en realidad en SSP. El Perch desembarcó comandos británicos a una incursión en la guerra de Corea, y operó en la Guerra de Vietnam desde 1965 hasta su asignación al entrenamiento de la Reserva Naval en 1967 y el desmantelamiento en 1971, seguido del desguace en 1973. El Perch fue reemplazado en el papel de submarino de transporte de la Flota del Pacífico por el Tunny en 1967 y el Grayback en 1968. El Sealion operaba en el Atlántico, el despliegue de la crisis de los misiles y numerosos ejercicios relacionados con SOF. Fue dado de baja en 1970 y utilizado como objetivo en 1978. El hangar LVT y el cañón de 5 pulgadas fueron retirados de ambos barcos a finales de la década de 1950. Pasaron por varios cambios de designación en sus carreras: ASSP en 1950, APSS en 1956 y LPSS en 1968.

### Submarino de prueba de sonar
El Baya fue renombrado como submarino auxiliar (AGSS) en 1949 y convertido en un submarino de prueba de sonar en 1958-59 para probar un sistema conocido como LORAD. Esto incluyó una extensión de 12 pies (3,7 m) a popa de la sala de torpedos de proa, con arreglos de 40 pies (12 m) abatibles cerca de la proa. Más tarde, se instalaron tres grandes cúpulas en la parte superior para una amplia gama de aberturas.

### Submarino de carga
El Barbero se convirtió en un submarino de carga y fue renombrado como SSA en 1948. La sala de máquinas delantera, después de la sala de torpedos, y todos los bastidores de torpedos de recarga fueron destruidos para proporcionar espacio de carga. El experimento duró poco y fue dado de baja en 1950. En 1955, fue convertido en un submarino de misiles Regulus y renombrado como SSG.

## Submarinos que conserva la Armada de Estados Unidos

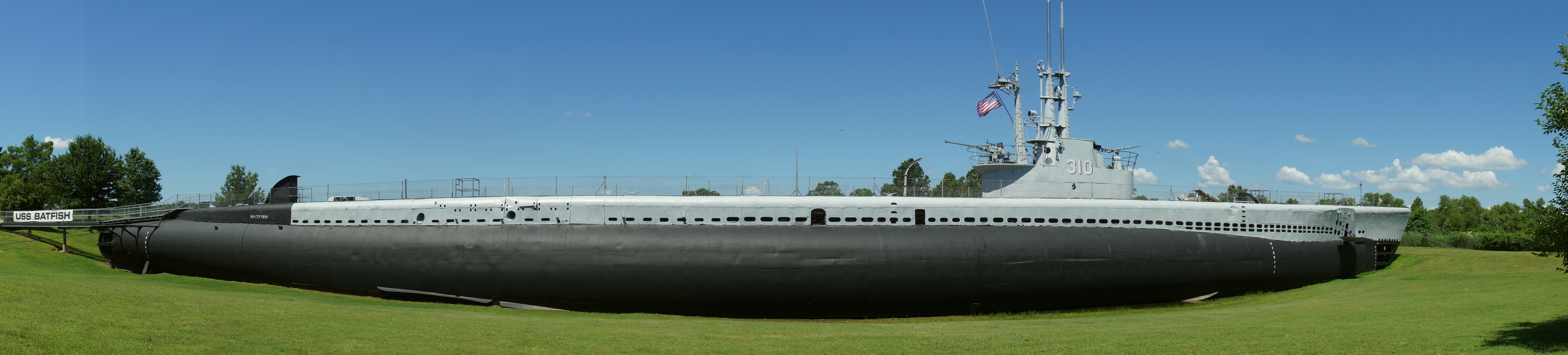
El USS Batfish (SS-310), conservado como buque museo

Siete submarinos clase Balao están expuestos al público como buque museo. Dependen principalmente de los ingresos generados por los visitantes para mantenerse en estado operativo, y cumpliendo los estándares de la Armada de Estados Unidos. Algunos de ellos, como el USS Batfish (SS-310), animan a visitantes escolares a pernoctar en él, usando los camastros originales. Los submarinos son los siguientes:
- USS Bowfin (SS-287) en el Museo USS Bowfin de Honolulu, Hawái.
- USS Ling (SS-297) en el New Jersey Naval Museum en Hackensack, Nueva Jersey.
- USS Lionfish (SS-298) en Battleship Cove en Fall River, Massachusetts.
- USS Batfish (SS-310) en el War Memorial Park de Muskogee, Oklahoma.
- USS Becuna (SS-319) en el Independence Seaport Museum de Filadelfia.
- USS Pampanito (SS-383) en el San Francisco Maritime National Historical Park de San Francisco.
- USS Razorback (SS-394) en el Arkansas Inland Maritime Museum de North Little Rock, Arkansas.

## Submarinos vendidos a la Armada Argentina
Dos submarinos de esta clase fueron vendidos en 1960 a la Armada Argentina, denominados ARA Santa Fe (S-11) y ARA Santiago del Estero (S-12). En 1971 se incorporaron dos submarinos de esta clase con igual nombre: ARA Santa Fe (S-21) y ARA Santiago del Estero (S-22), modernizados en EE. UU. según el programa GUPPY reemplazando a los anteriores. Uno de ellos, el ARA Santiago del Estero funcionó hasta que fue radiado en enero de 1981 y el ARA Santa Fe (antes USS Catfish (SS-339)) fue utilizado en 1982 durante la Guerra de Malvinas, y capturado por fuerzas británicas, siendo hundido en las costas de las Islas Georgias del Sur.

## Submarinos transferidos a la Armada Chilena
El USS Spot (SS-413) fue un submarino clase Balao que prestó servicios en la Armada de los Estados Unidos de 1944 a 1966. Fue transferido a la República de Chile, en la cual se desempeñó como Simpson (SS-21) hasta su retiro en 1982.

## Submarinos vendidos a la Armada Española

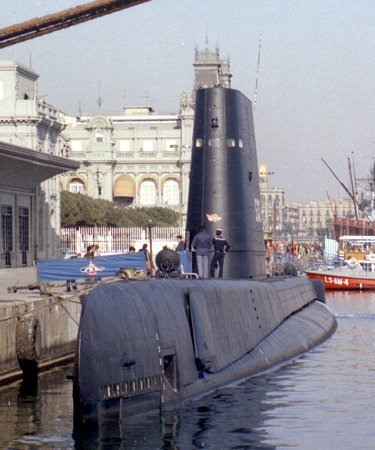
Isaac Peral (S-32) en 1983.

Un submarino de esta clase fue primero cedido a España en préstamo y posteriormente vendido en 1959, el USS Kraken (SS-370), que fue renombrado como  Almirante García de los Reyes (S-31) y apodado como «el treinta y único», prestando servicio hasta 1982; posteriormente, fueron cedidas otras cuatro unidades modernizadas con la conversión GUPPY IIA, cuya última unidad fue dada de baja en 1984.
- Almirante García de los Reyes (S-31) ex-USS Kraken (SS-370) Desde 1959 a 1982.
- Isaac Peral (S-32) ex-USS Ronquil (SS-396) (Guppy IIA). Desde 1971 a 1984.
- Narciso Monturiol (S-33) ex-USS Picuda (SS-382) (Guppy IIA). Desde 1972 a 1977.
- Cosme García (S-34) ex-USS Bang (SS-385) (Guppy IIA). Desde 1972 a 1983.
- Narciso Monturiol (S-35) ex-USS Jallao (SS-368) (Guppy IIA). Desde 1974 a 1984.